# داريو شيميتش
داريو شيميتش (بالكرواتية: Dario Šimić)‏ من مواليد 12 نوفمبر 1975 في زغرب، بدأ مع نادي دينامو زغرب في عام 1992، وقد لعب مع النادي سبعة مواسم، فاز فيها بالدوري الكرواتي خمس مرات وأصبح عضوا بمنتخب كرواتيا لكرة القدم، وقد شارك في كأس أوروبا 1996، وبعد بطولة كأس العالم 1998 وحلول منتخب كرواتيا لكرة القدم في المركز الثالث، انتقل إلى نادي إنتر ميلان الإيطالي، ولكنه لأربع مواسم لعبها مع إنتر ميلان لم يستطع أن يفرض نفسه في التشكيلة الأساسية، ولذلك انتقل إلى نادي المدينة الآخر إيه سي ميلان بعد تبادل الناديين لداريو سيمتش مقابل أوميت دافالا في موسم 2002. لعب مع منتخب كرواتيا لكرة القدم في كأس العالم 2002، ولكنه خرج من دور المجموعات، وحدث نفس الأمر في كأس أوروبا 2004، وقد شارك مع نادي إيه سي ميلان في حملته للفوز بدوري أبطال أوروبا في عام 2003، وقد استطاع أن يلعب 13 مباراة في تلك البطولة، وفي مايو 2006 جدد داريو شيمتيش عقده مع نادي إيه سي ميلان حتى عام 2009، وشارك شيميتش في كأس العالم 2006 ، ولكن الفريق خرج من دور المجموعات مرة أخرى.

## روابط خارجية
- داريو شيميتش على موقع الاتحاد الدولي (مؤرشف)  (الإنجليزية)
- داريو شيميتش على موقع الاتحاد الأوربي (الإنجليزية)
- داريو شيميتش على موقع اتحاد كرواتيا (الكرواتية)
- داريو شيميتش على موقع رابطة كرة القدم الفرنسية للمحترفين (الإنجليزية)
- داريو شيميتش على موقع قاعدة بيانات كرة القدم.إي يو (الإنجليزية)
- داريو شيميتش على موقع ليكيب (الفرنسية)
- داريو شيميتش على موقع ناشيونال فوتبول تيمز (الإنجليزية)
- داريو شيميتش على موقع Soccerway.com (الإنجليزية)
- داريو شيميتش على موقع عالم كرة القدم.نت (الإنجليزية)